# Gonella degli Antelminelli
Gonella degli Antelminelli (Lucca, XIII secolo – XIII secolo) è stato un poeta italiano.

## Biografia
Figlio del giudice Inghilfredo, anch'egli poeta, Gonella visse a Lucca nel XIII secolo ed esercitò l'attività di notaio.
Abile rimatore, fu in corrispondenza con i rimatori lucchesi del XIII secolo, tra cui il celebre Bonagiunta Orbicciani, Bonodico, Bartolomeo, Fredi e Dotto Reali. 
Delle sue opere poetiche oggi rimangono soltanto tre componimenti.